# Philips' Philharmonisch Koor

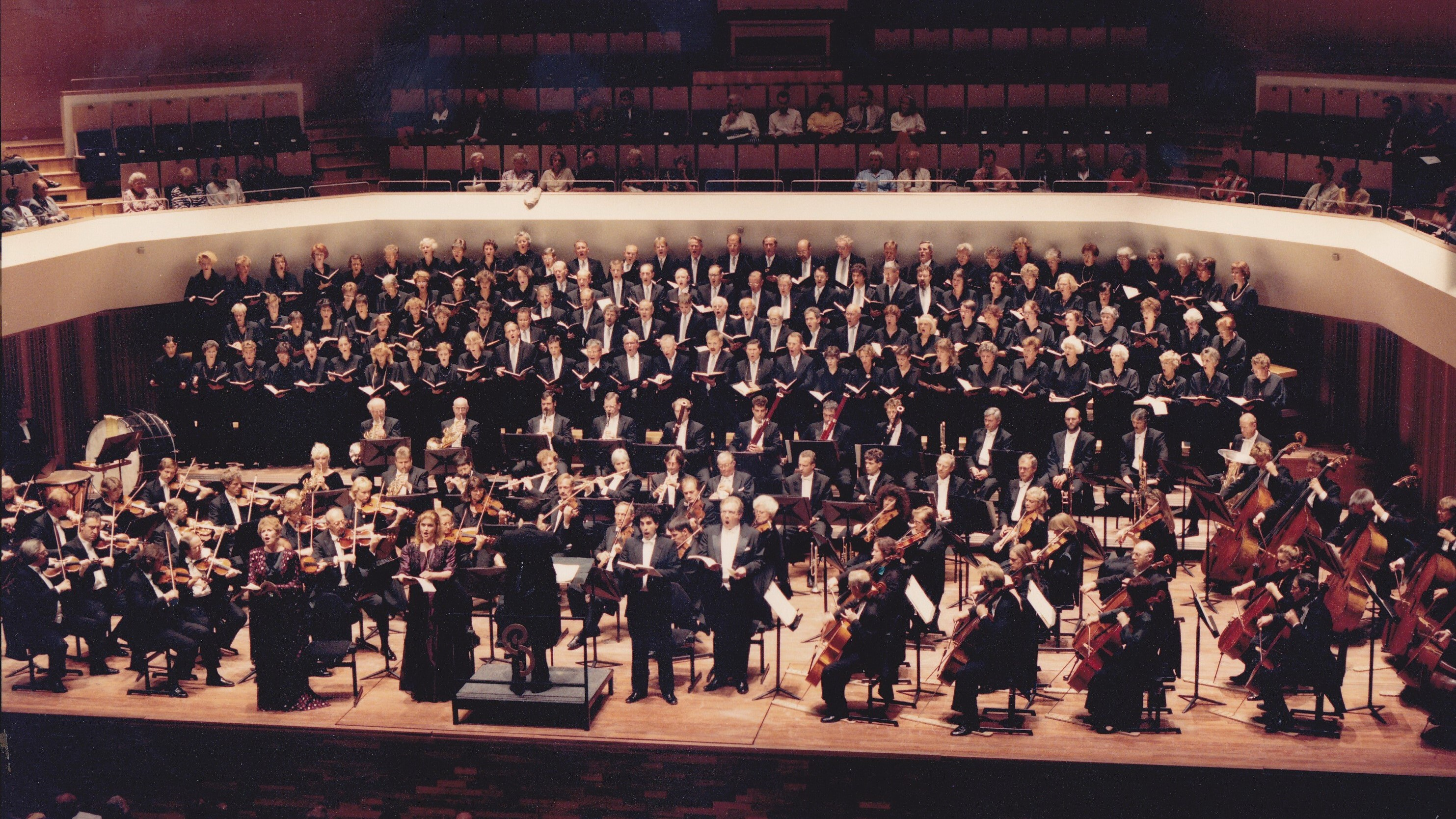
Uitvoering in 1992 van het Requiem van Verdi door Philipskoor en Het Brabants Orkest o.l.v. Ed Spanjaard

Het Philips’ Philharmonisch Koor, ook wel Philipskoor, is een zangkoor dat in 1937 is opgericht vanuit Philips. Inmiddels werkt nog maar een klein deel van de leden bij dit bedrijf. Het koor telt ca. 70 leden uit de regio, waaronder diverse expats. 
Het Philipskoor verzorgt jaarlijks 3 tot 5 concerten of concertseries en richt zich op de grotere koorwerken. Zo voert het koor al sinds 1948 jaarlijks Bachs Matthäus Passion uit. Het koor is regelmatig te vinden in de grote concertzalen van Nederland. 
Het koor staat sinds 2021 onder leiding van dirigent Iassen Raykov. Béni Csillag (2012-2021) en Gijs Leenaars (2006-2012) gingen hem voor. De repetitor is Mark van Platen.  

## Historie

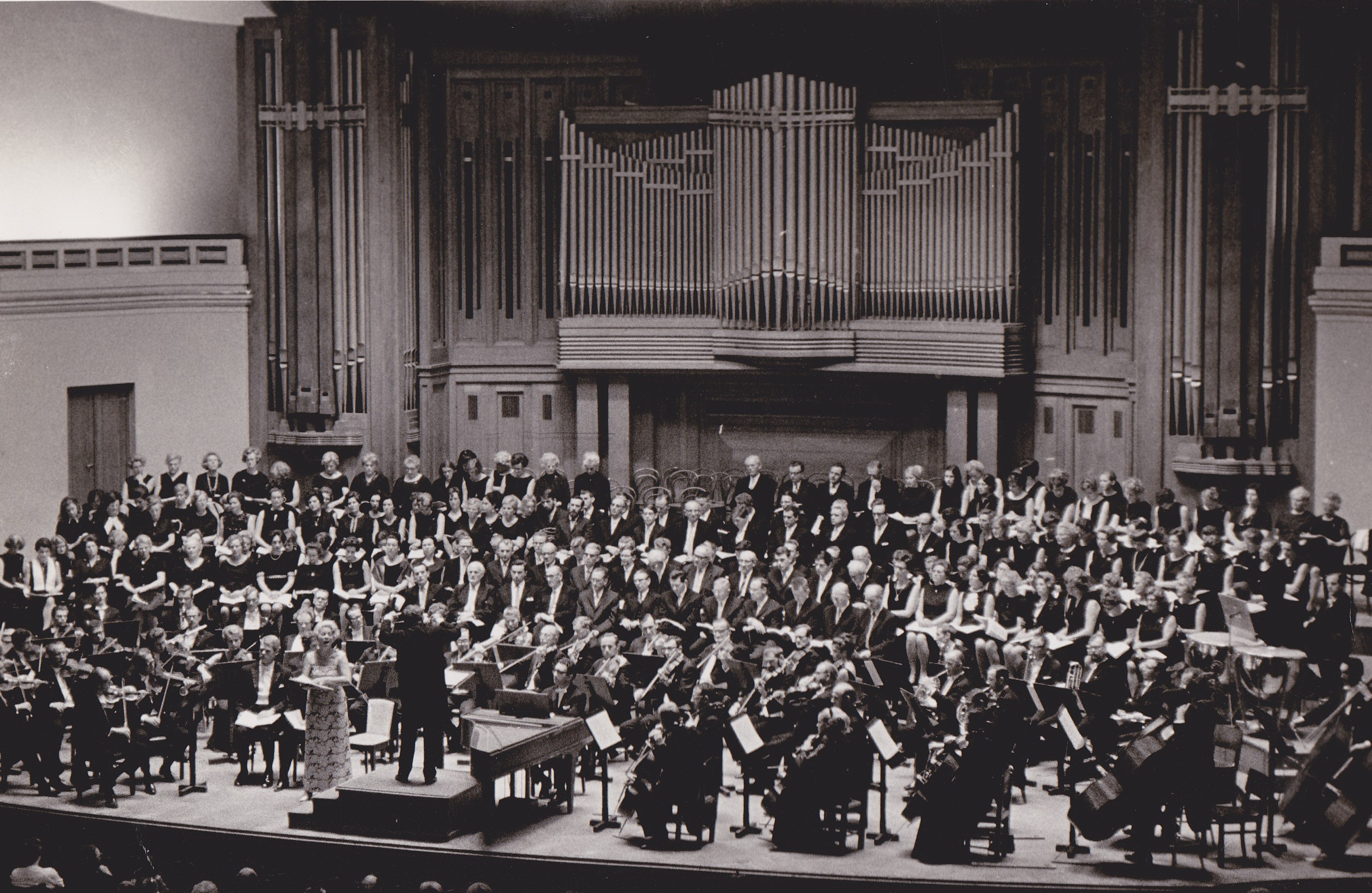
Uitvoering van de Schöpfung in 1969 in de Kon. Elisabethzaal in Antwerpen door het Philipskoor en Het Brabants Orkest o.l.v. Hein Jordans

Het Philipskoor werd op 1 september 1937 opgericht, toen nog uitsluitend voor Philips-medewerkers. Het koor heeft grote concerten gegeven in binnen- en buitenland (bijvoorbeeld met orkesten als Het Brabants Orkest) en diverse concertreizen gemaakt. De focus lag en ligt daarbij op de grotere koorwerken. Al in 1948 is de traditie gestart van de jaarlijkse uitvoeringen van Bachs Matthäus Passion. Verder voerde het koor regelmatig hedendaags klassiek repertoire uit, zoals de Nederlandse première van Golgotha van Frank Martin. In 1961 won het daarmee de Prijs der Schone Kunsten van de Provincie Noord-Brabant. 

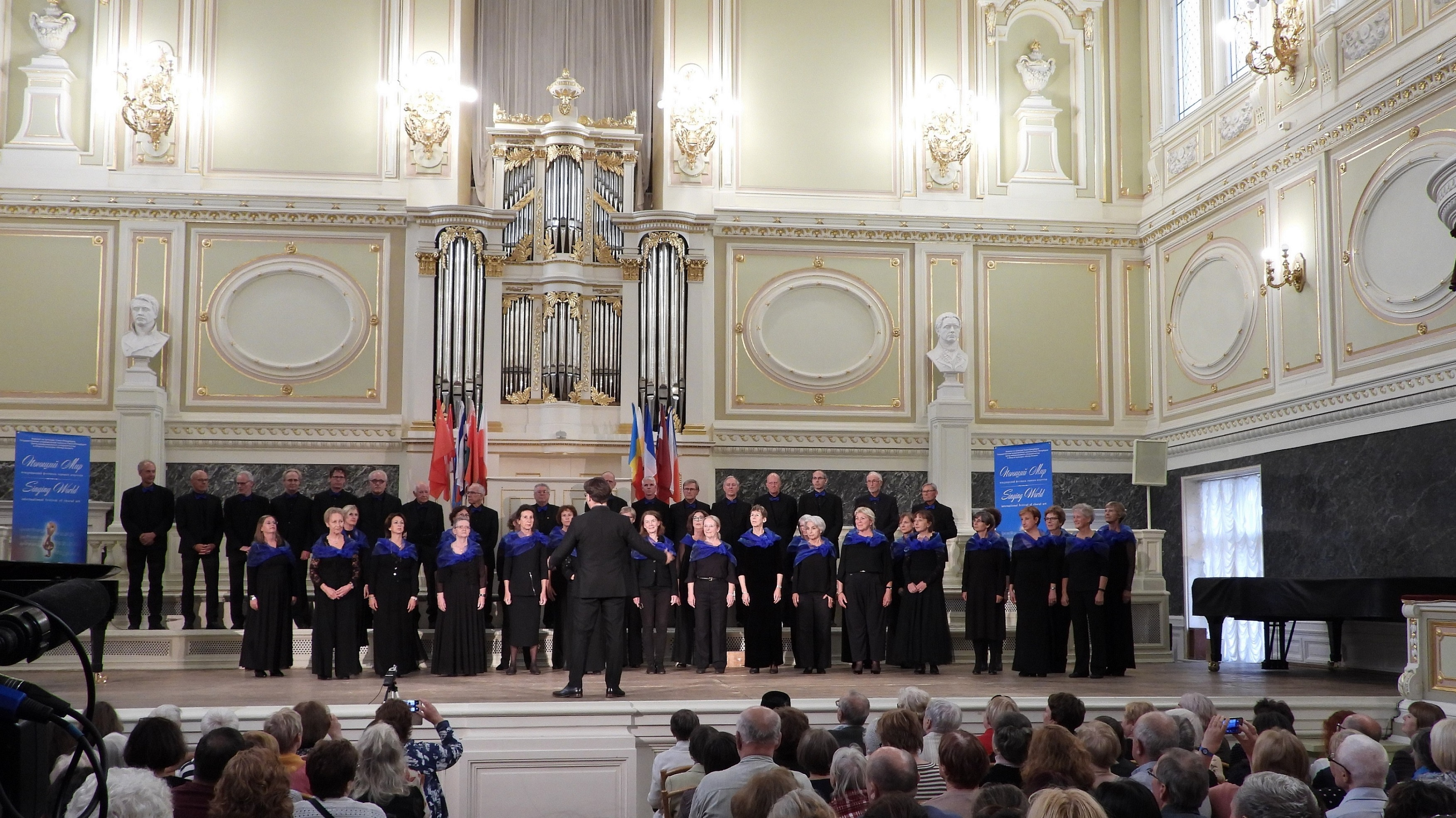
Optreden in de State Capella in St Petersburg in 2019 o.l.v. Béni Csillag

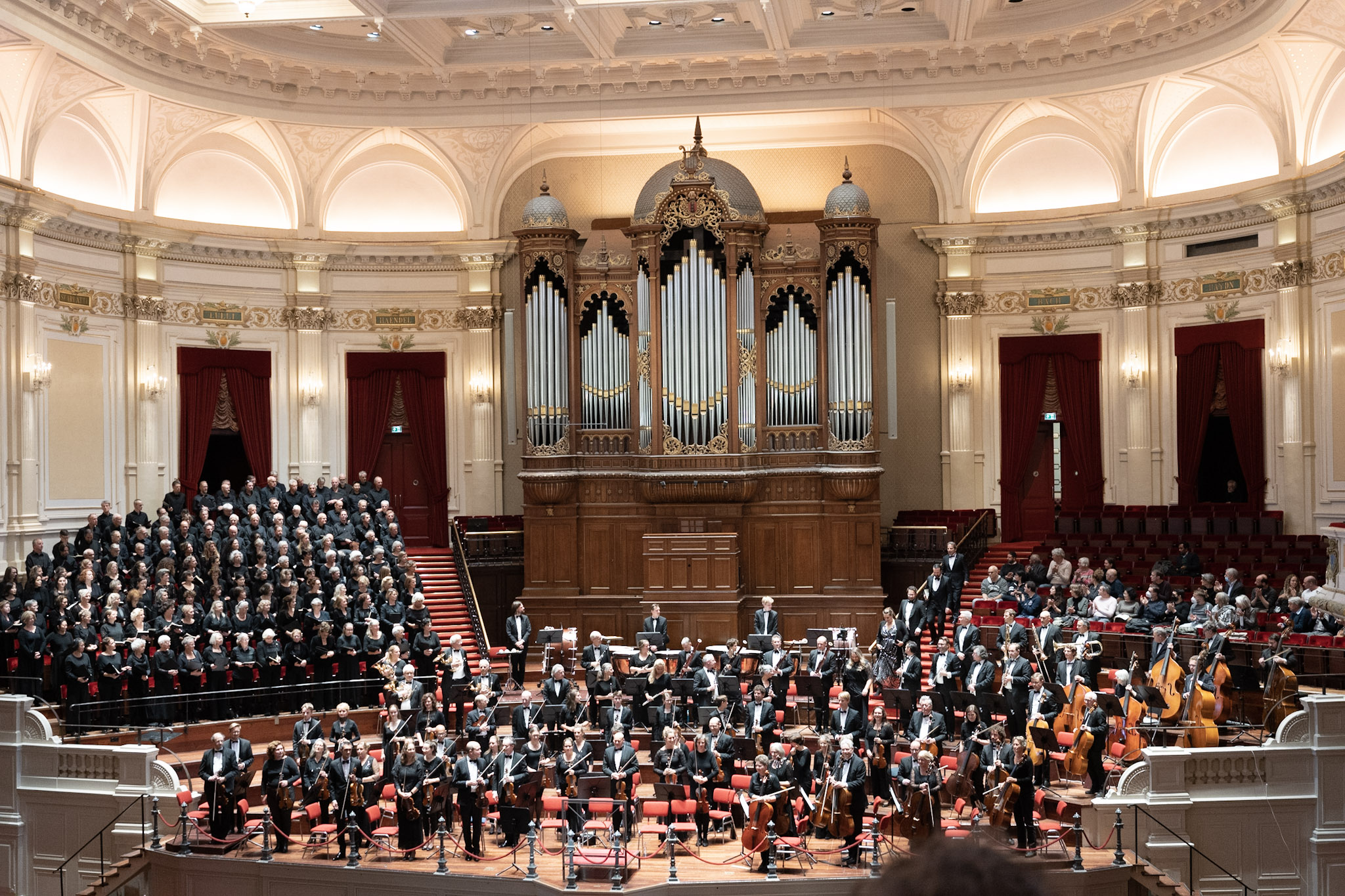
Uitvoering in het Concertgebouw van Philips' Philharmonisch Koor, Nederlands Concertkoor en Philips Symfonieorkest in 2021 o.l.v. Jules van Hessen

Door de jaren heen hebben diverse concertreizen plaatsgevonden, onder andere naar Praag, Leipzig, Braunschweig en Sint-Petersburg. Verder vonden talrijke concerten plaats over de grens in Brussel, Luik, Gent en Tongeren.
Het koor is geleid door dirigenten als Hein Jordans, Louis Buskens en Gijs Leenaers.